# Pellenes sibiricus
Pellenes sibiricus es una especie de araña saltarina del género Pellenes, familia Salticidae. Fue descrita científicamente por Logunov, Marusik en 1994.
Habita en Kazajistán, Mongolia, Rusia, Tayikistán y Uzbekistán.